# Ibuki Yagami
Ibuki Yagami (八神 いぶき?, Yagami Ibuki) è un personaggio inventato nella serie manga e anime Maison Ikkoku - Cara dolce Kyoko, della mangaka Rumiko Takahashi. Il suo personaggio è doppiato in lingua giapponese da Yuriko Fuchizaki, mentre in italiano da Gabriella Andreini e nel film da Claudia Catani.

## Il personaggio
Per un breve periodo di tirocinio Godai si trova ad insegnare in una scuola superiore femminile (la stessa che aveva frequentato Kyoko) e fra le sue allieve c'è Ibuki Yagami, che è la rappresentante della classe 2-4. Ibuki inizialmente non rimane affatto colpita da Godai. Tuttavia, dopo aver male interpretato una situazione che fa apparire ai suoi occhi Godai come una sorta di tragico eroe romantico, Ibuki sviluppa una forte cotta per lui. Pur cominciando a trascorrere molto tempo insieme a Godai (e probabilmente rendendosi conto che la prima impressione era quella più rispondente alla realtà) Ibuki mantiene inalterati i sentimenti nei confronti del suo insegnante, ed escogita ogni genere di piano per rimanere sola con lui o per metterlo in situazioni compromettenti e quindi farlo "capitolare". Godai diventa sempre più frustrato dai suoi tentativi di essere romantica con lui. 
Ibuki è una ragazza bellissima, ma anche perspicace, audace, volitiva, schietta, manipolatrice, persuasiva, ostinata e piuttosto ribelle, disposta a fare di tutto per ottenere ciò che vuole, spesso agendo con impeto e pensando poco alle conseguenze delle sue azioni.
Mentre Godai inizialmente appare impotente di fronte all'astuzia di Yagami, Kyoko invece non le dà molta importanza, reputandola soltanto una cotta adolescenziale. Dopo aver conosciuto Ibuki, Kyoko si rende conto che Ibuki è molto più sfacciata riguardo ai suoi sentimenti di quanto non lo sia mai stata con Soichiro. Per molti versi è ostinata a conquistare l'affetto di Godai come lo era Kyoko con Soichiro. Quando Ibuki viene a conoscenza delle attenzioni di Godai per Kyoko, e quindi riconosce nella "vedova" una rivale, le cose precipitano e le sue avances si fanno sempre più pressanti. A quel punto Kyoko e Godai adotteranno una linea più dura nei confronti di Yagami, benché Kyoko venga continuamente frustrata dalla mancanza di determinazione di Godai. In diverse occasioni Yagami si confronterà duramente con Kyoko, spingendola ad ammettere il proprio amore per Godai, e apostrofandola codarda quando lei rifiuterà di farlo. L'effetto di Yagami nella storia è quindi quello di far uscire allo scoperto i sentimenti di Kyoko. 
Yagami tenterà di approcciare, inutilmente, Godai fino al giorno prima delle nozze. Nel finale della serie verrà rivelato che, nonostante il passare degli anni, Yagami rimarrà indissolubilmente legata all'amore non corrisposto con Godai.

## Il nome
Pur non abitando nella Maison Ikkoku anche il nome di Yagami è legato ad un numero. Infatti il carattere "Ya" (八) significa "8".